# Psaenythia improvida
Psaenythia improvida är en biart som beskrevs av Holmberg 1921. Psaenythia improvida ingår i släktet Psaenythia och familjen grävbin. Inga underarter finns listade i Catalogue of Life.